# Śpiąca armia
Śpiąca armia (niem. Das schlafende Heer) – jedna z głównych powieści ksenofobicznego nurtu Ostmarkenliteratur autorstwa niemieckiej pisarki Clary Viebig, wydana w 1904.

## Charakter
Viebig w sposób stronniczy i stereotypowy opisała kolonizację Prowincji Poznańskiej, gdzie Polacy, zgodnie z kanonami nurtu zostali zobrazowani jako nielojalni i pozbawieni kultury, zdaniem autorki stanowiąc zagrożenie dla Cesarstwa Niemieckiego. Wymagali asymilacji oraz represji, by ich skutecznie kontrolować.
Powieść, jako jedna z nielicznych przedstawicieli nurtu Ostmarkenliteratur, nie była bliska literaturze trywialnej i adresowana była do bardziej wyrobionego kulturalnie odbiorcy. Ze względu na prowadzoną przez Viebig krytykę nieskuteczności części działań kolonizacyjnych, pozycja ta nie znalazła się na liście lektur dla czytelni sporządzonej przez Bibliotekę Cesarską w Poznaniu (książka ukazała się przed sporządzeniem listy).

## Stereotypowy obraz Polaków
Akcja rozgrywa się w Przyborowie, wsi typowej dla Prowincji Poznańskiej, opisanej zgodnie z kanonami tzw. Polnische Wirtschaft. Jedną z opisywanych postaci jest polski nauczyciel Ignaz Ruda, który w myśl pruskich ustaw miał nauczać polskie dzieci w lokalnej szkole w języku niemieckim. Ukazany jest jako osoba wiecznie się wahająca i niezdecydowana. Chciałby uczyć po polsku, jednak chce też dobrze służyć przełożonym. Na pewno, tak, chciał uczyć po polsku, ale przecież w pierwszej ławce siedziały trzy małe córeczki osadników i patrzały na niego swymi niebieskimi oczyma nic nie rozumiejąc, a za nimi zdawał się wynurzać jak olbrzym ich ojciec i groził pięścią: należy uczyć po niemiecku, i wszędzie tam, gdzie tylko kierował wzrok, wyrastał przed nim duch wskazujący palcem w górę: władza. Nauczyciel próbował prowadzić zajęcia w obu językach, ale wywoływało to tylko zamęt i chaos. Niezdecydowany pedagog stracił wszelki autorytet we wsi, sąsiedzi wybijali mu szyby, a jedyną pociechę znajdował we współpracy z polskim klerem katolickim.
Na drugim planie autorka opisuje losy dwóch księży: proboszcza Piotra Stachowiaka i wikariusza Xaveriusa Górki, będących stereotypowymi dla nurtu przedstawicielami polskiego kleru katolickiego. Stachowiak ma wszystkie cechy złego polskiego chłopa, ma czerwoną chłopską twarz, pije nadmiernie alkohol, gra namiętnie w karty, jest leniwy i niesamodzielny, a nawet sprawy narodowe są mu właściwie obojętne (co jest wyjątkiem od reguł nurtu). Górka natomiast to krewny kardynała, nienawidzący niemczyzny w każdej postaci, który odziedziczył tylko słynne polskie nazwisko, bo cały majątek rodzina wcześniej przehulała. Reprezentuje on styl typowego polskiego kleru, który wszystkich buntuje, dla którego Niemcy to pluskwy pełzające po wszystkich polskich dworach szlacheckich. Jest przekonany, że Bóg stoi wyłącznie po polskiej stronie. Głosi emocjonalne, patriotyczne kazania, w których zwalcza lokalnego Niemca, Doleschala, nazywanego hakatystą. Zyskuje tym przychylność miejscowej szlachty (Garczyńskich), ufają mu też chłopi, zrywający plakaty wyborcze Doleschala, w których miejsce umieszczają te lepsze, te prawdziwe, jedynie słuszne, o których mówił ksiądz wikary. Wikariusz został ostatecznie „sprawiedliwie”, czyli po prusku, ukarany i odsunięty od funkcji, które pełnił.
Górka namówił też Niemca, Valentina Bräuera do małżeństwa z Polką, Stasią Frelikowską, ale jego celem była jedynie polonizacja Niemca, ponieważ wiedział on, że Polka jest osobą niemoralną i nieodpowiednią na żonę. Stasia faktycznie kochała się tylko w inspektorze Schultzu, a Bräuer to jedynie ein Schwab. Naiwny, dobry Niemiec jest przez żonę publicznie wyśmiewany i lżony, w związku z czym popełnia samobójstwo, za które winę ponosi ta polska czarownica.
Szlachcic Aleksander Garczyński to elegancki, ale znudzony przedstawiciel typowej polskiej szlachty, lekkomyślnej i trwoniącej majątki. Chce sprzedać swoje dobra Komisji Kolonizacyjnej, ponieważ po wygraniu wyborów zamierza przeprowadzić się do Berlina, żyć tam wesoło i bawić się na balach. HaKaTa jest przedstawiona przez Viebig jako swoista deska ratunku dla zadłużonej i zubożałej polskiej szlachty. Żona Garczyńskiego, Jadwiga, to z kolei typowa Polka, elegancka, wystrojona, jednak pusta, egoistyczna, wybredna, zmęczona, chora, lekkomyślna, ciągle niezadowolona i (co rzadkie u pisarzy nurtu) pozbawiona narodowej dumy. O nasza biedna Polsko! Codziennie ślubuję Matce Bożej. Żadnej sukni z Berlina – żadnego kapelusza z Wiednia – ani z Wiesbaden, ani Hamburg w przyszłym roku, ani nawet niemiecka cukiernia w Poznaniu! Ach, gdybym była nie wyszła za mąż! Już lepiej żyć wśród Rosjan niż na tym nudnym pustkowiu!. Usycham tutaj. Gdybyśmy chociaż byli w Poznaniu albo lepiej jeszcze w Warszawie, a najlepiej w Paryżu. Tuż przed sprzedażą majątku małżeństwo zaprasza na obiad przedstawicieli HaKaTy, na Barschtsch und Entenpotrawka und viel alter Ungar. Absolutnie nie żałują sprzedaży majątku.